# Liste der Ortschaften im Bezirk Hartberg-Fürstenfeld
Die Liste der Ortschaften im Bezirk Hartberg-Fürstenfeld enthält die 35 Gemeinden und ihre zugehörigen Ortschaften im steirischen Bezirk Hartberg-Fürstenfeld. Stand Ortschaften: 1. Jänner 2022
Kursive Gemeindenamen sind keine Ortschaften, in Klammern der Status Markt bzw. Stadt. Die Angaben erfolgen im offiziellen Gemeinde- bzw. Ortschaftsnamen, wie von der Statistik Austria geführt.
- Bad Blumau
  - Bierbaum an der Safen
  - Jobst
  - Kleinsteinbach
  - Lindegg
  - Loimeth
  - Schwarzmannshofen
  - Speilbrunn

- Bad Loipersdorf
  - Dietersdorf bei Fürstenfeld
  - Gillersdorf
  - Loipersdorf bei Fürstenfeld
  - Stein

- Bad Waltersdorf (Markt)
  - Geier
  - Hohenbrugg
  - Leitersdorf bei Hartberg
  - Lichtenwald
  - Neustift bei Sebersdorf
  - Oberlimbach
  - Rohrbach bei Waltersdorf
  - Sebersdorf
  - Wagerberg

- Buch-St. Magdalena
  - Geiseldorf
  - Hopfau
  - Längenbach
  - Lemberg
  - Mitterndorf
  - Oberbuch
  - Unterbuch
  - Unterdombach
  - Weinberg

- Burgau (Markt)
- Dechantskirchen
  - Bergen
  - Burgfeld
  - Hohenau am Wechsel
  - Kroisbach
  - Limbach
  - Schlag bei Thalberg
  - Stögersbach

- Ebersdorf
  - Nörning
  - Wagenbach

- Feistritztal
  - Blaindorf
  - Hirnsdorf
  - Hofing
  - Illensdorf
  - Kaibing
  - Sankt Johann bei Herberstein
  - Siegersdorf bei Herberstein

- Friedberg (Stadt)
  - Ehrenschachen
  - Oberwaldbauern
  - Ortgraben
  - Schwaighof
  - Stögersbach

- Fürstenfeld (Stadt)
  - Altenmarkt bei Fürstenfeld
  - Aschbach bei Fürstenfeld
  - Ebersdorf
  - Hartl bei Fürstenfeld
  - Kohlgraben
  - Rittschein
  - Ruppersdorf
  - Söchau
  - Speltenbach
  - Stadtbergen
  - Tautendorf bei Fürstenfeld
  - Übersbach

- Grafendorf bei Hartberg (Markt)
  - Erdwegen
  - Kleinlungitz
  - Lechen
  - Obersafen
  - Pongratzen
  - Reibersdorf
  - Seibersdorf am Hammerwald
  - Stambach
  - Untersafen
  - Zeilerviertel

- Greinbach
  - Penzendorf
  - Staudach
  - Wolfgrub

- Großsteinbach
  - Großhartmannsdorf
  - Kroisbach an der Feistritz

- Großwilfersdorf
  - Hainersdorf
  - Hainfeld bei Fürstenfeld
  - Herrnberg
  - Maierhofbergen
  - Maierhofen
  - Obgrün
  - Radersdorf
  - Riegersdorf

- Hartberg (Stadt)
  - Eggendorf
  - Habersdorf
  - Ring
  - Safenau

- Hartberg Umgebung
  - Flattendorf
  - Löffelbach
  - Mitterdombach
  - Schildbach
  - Siebenbrunn
  - Wenireith

- Hartl
  - Großhart
  - Neusiedl
  - Obertiefenbach
  - Untertiefenbach

- Ilz (Markt)
  - Buchberg bei Ilz
  - Dambach
  - Dörfl
  - Eichberg bei Hartmannsdorf
  - Hochenegg
  - Kalsdorf bei Ilz
  - Kleegraben
  - Leithen
  - Mutzenfeld
  - Nestelbach im Ilztal
  - Nestelberg
  - Neudorf bei Ilz
  - Reigersberg

- Kaindorf (Markt)
  - Dienersdorf
  - Hofkirchen
  - Kopfing

- Lafnitz
  - Oberlungitz
  - Wagendorf

- Neudau (Markt)
  - Unterlimbach

- Ottendorf an der Rittschein
  - Breitenbach
  - Walkersdorf
  - Ziegenberg

- Pinggau (Markt)
  - Baumgarten
  - Dirnegg
  - Haideggendorf
  - Koglreith
  - Schaueregg
  - Sinnersdorf
  - Sparberegg
  - Steirisch-Tauchen
  - Tanzegg
  - Wiesenhöf

- Pöllau (Markt)
  - Hinteregg
  - Köppelreith
  - Obersaifen
  - Prätis
  - Rabenwald
  - Schönau
  - Winkl-Boden
  - Winzendorf

- Pöllauberg
  - Oberneuberg
  - Unterneuberg
  - Zeil-Pöllau

- Rohr bei Hartberg
  - Oberrohr
  - Unterrohr
  - Wörth an der Lafnitz

- Rohrbach an der Lafnitz
  - Eichberg
  - Kleinschlag
  - Lebing
  - Limbach
  - Rohrbachschlag
  - Schnellerviertel

- Sankt Jakob im Walde
  - Filzmoos
  - Kaltenegg
  - Kirchenviertel
  - Steinhöf

- Sankt Johann in der Haide
  - Altenberg
  - Klaffenau
  - Mitterberg
  - Schölbing
  - Steinbüchl
  - Unterlungitz

- Sankt Lorenzen am Wechsel
  - Auerbach
  - Festenburg
  - Köppel
  - Kronegg
  - Riegl

- Schäffern
  - Anger
  - Elsenau
  - Götzendorf
  - Guggendorf
  - Haberl
  - Karnegg
  - Knolln
  - Neussing
  - Spital

- Stubenberg
  - Buchberg bei Herberstein
  - Freienberg
  - Stubenberg am See
  - Vockenberg
  - Zeil bei Stubenberg

- Vorau (Markt)
  - Puchegg
  - Reinberg
  - Riegersbach
  - Schachen bei Vorau
  - Vornholz

- Waldbach-Mönichwald
  - Arzberg
  - Breitenbrunn
  - Karnerviertel
  - Rieglerviertel
  - Schmiedviertel
  - Schrimpf

- Wenigzell
  - Kandlbauer
  - Pittermann
  - Sichart
  - Sommersgut